# Lady Isle
Lady Isle es una pequeña isla localizada en el Firth of Clyde, en Escocia. La isla se encuentra ubicada a aproximadamente 4,5 km al oeste de la costa de Ayrshire, en Troon. 

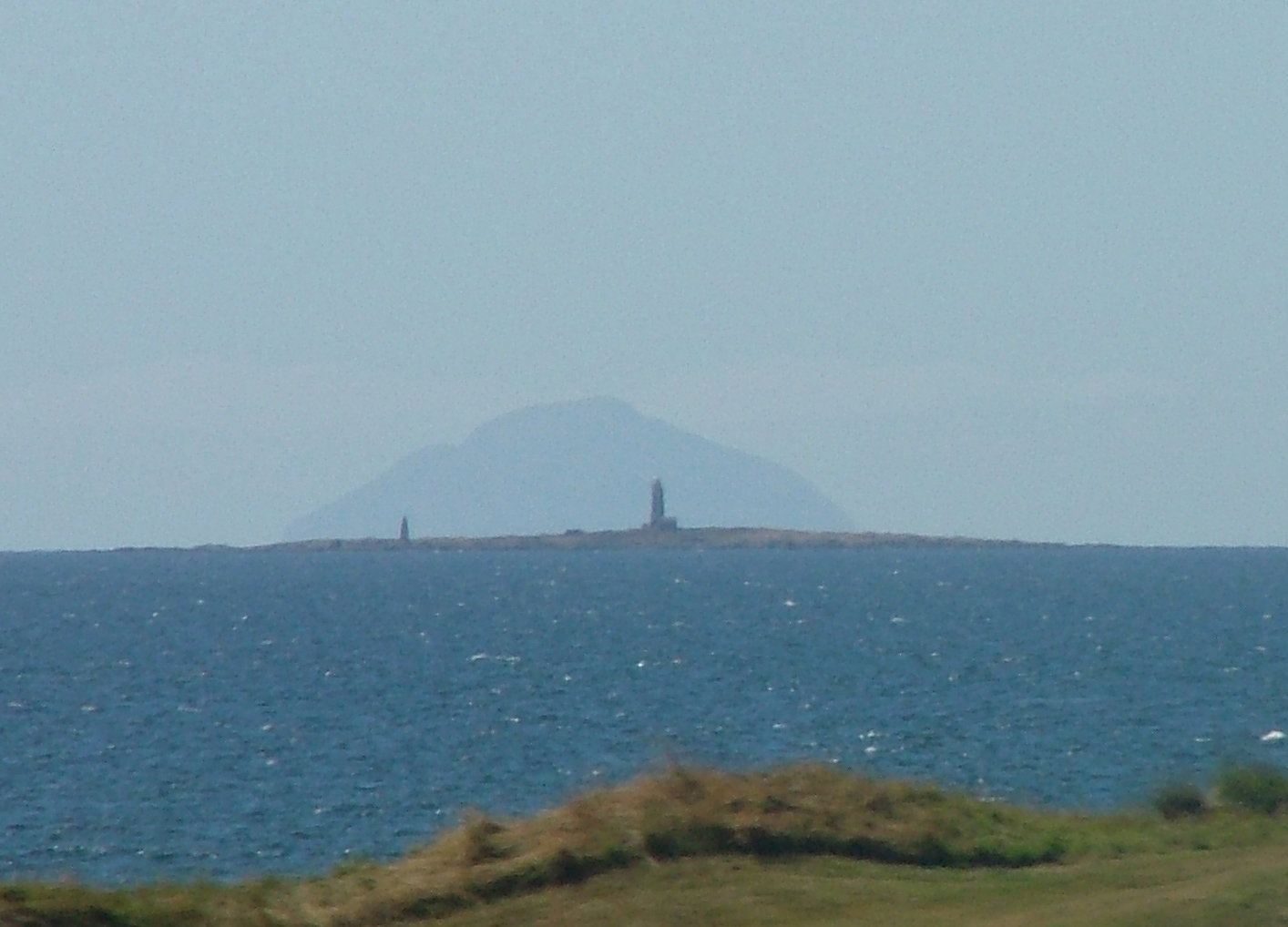
Lady Isle con Ailsa Craig al fondo.

La isla mide alrededor de 0,6 km de largo y alcanza una altura máxima de 6 m s. n. m.
Lady Isle alberga un interesante faro erigido en 1903. Actualmente se encuentra deshabitada.
- Datos: Q3107373
- Multimedia: Lady Isle / Q3107373